# Theodore Kaczynski
Theodore Kaczynski   (Evergreen Park, 22 de maig de 1942 - Federal Medical Center, 10 de juny de 2023), conegut amb el nom de guerra d'Unabomber, va ser un matemàtic estatunidenc que va portar a terme una campanya d'atacs utilitzant bombes per denunciar els fonaments tecnològics i econòmics de la societat moderna, causats per la industrialització.

## Biografia

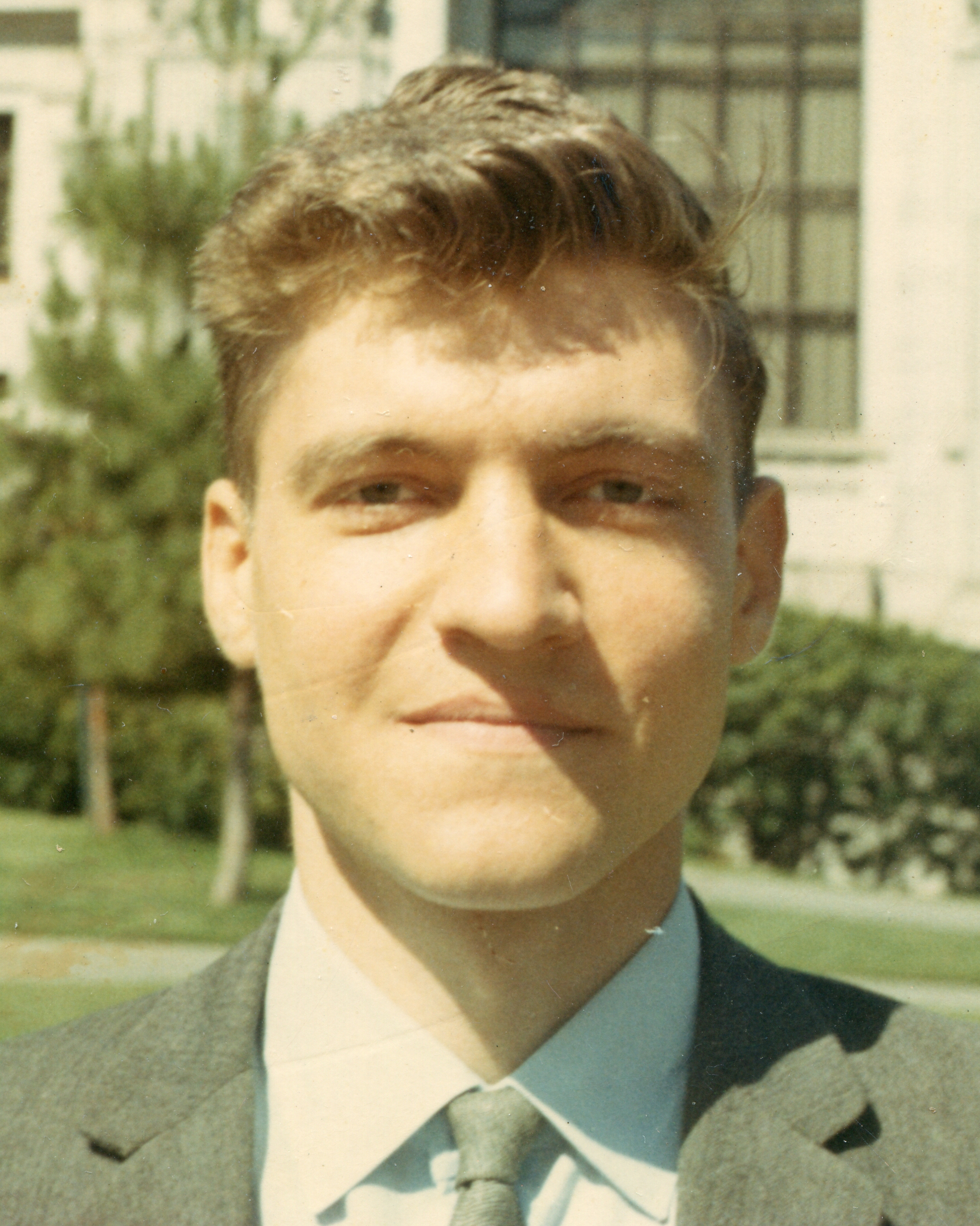
Ted Kaczynski el 1968 quan estava a Berkeley

Va néixer a Chicago a l'estat d'Illinois, i des de molt jove va demostrar excel·lents capacitats acadèmiques. Kaczynski va rebre un graduat per la Universitat Harvard i un doctorat en matemàtiques per la Universitat de Michigan. Va esdevenir assistant professor a la Universitat de Califòrnia a Berkeley, a l'edat de 25 anys, però va dimitir dos anys més tard. El 1971 es va mudar a viure a una cabana al mig del bosc a les remotes terres de Lincoln, Montana. De 1978 a 1995, Kaczynski va enviar setze bombes a diversos objectius incloent universitats i aerolínies i va matar tres persones i ferir-ne 23 més.

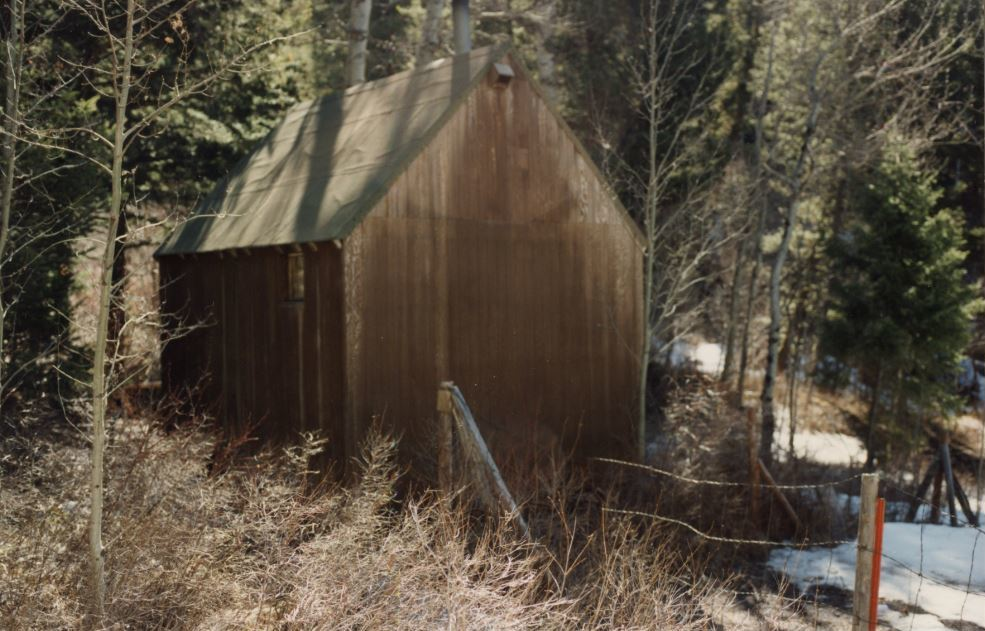
La cabana on vivia a Lincoln (Montana).

El 24 d'abril de 1995, Kaczynski va enviar una carta al diari New York Times on prometia «desistir del terrorisme» si el New York Times, el Time o Newsweek publicaven el seu manifest. Hi va haver una gran polèmica sobre la conveniència de la difusió, però finalment es va decidir publicar-lo a causa de la preocupació per la seguretat pública. Al 19 de setembre de 1995 va ser publicat pel Washington Post i el New York Times amb l'esperança que algú reconegués l'estil d'escriptura. Al seu manifest La societat industrial i el seu futur (més conegut com el Manifest d'Unabomber), argumentava que les bombes eren necessàries per a atreure l'atenció al gran públic sobre l'erosió que sofria la llibertat humana, erosió regida per l'alta tecnologia que precisava una organització a gran escala.

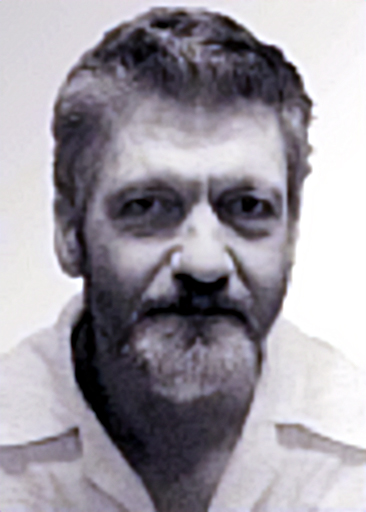
Kaczynski el 1999, ja empresonat

Unabomber va ser l'objectiu d'una de les investigacions més costoses de la història de l'FBI. Abans de conèixer la identitat de Kaczynski, l'FBI feia servir l'àlies de "Unabom", que prové de "University and Airline Bomber", per a referir-se al cas, cosa que va fer que més tard els mitjans de comunicació es referissin a ell com a Unabomber. Malgrat els esforços de l'FBI, la investigació no va donar el resultat esperat. Va ser en realitat la seva cunyada i el germà de Kaczynski que van reconèixer l'estil i les idees expressades al manifest i van delatar-lo a l'FBI. Per tal d'evitar la pena de mort, Kaczynski va fer un tracte amb la fiscalia, pel qual es declarava culpable i era condemnat a cadena perpètua sense possibilitat de llibertat condicional. Després, va ser traslladat a la presó de «supermàxima seguretat» de Florence a l'estat de Colorado. El 10 de juny del 2023, van trobar-lo mort a la seva cel·la del Federal Medical Center de Butner, a Carolina del Nord, on complia condemna amb 81 anys.

## Influència
Luigi Mangione, enginyer informàtic, va ser acusat el 2024 d’assassinar el CEO Brian Thompson, probablement inspirat per les idees de Ted Kaczynski.